# Vrbice (kraj karlowarski)
Vrbice – gmina w Czechach, w powiecie Karlowe Wary, w kraju karlowarski. Według danych z dnia 1 stycznia 2013 liczyła 198 mieszkańców.